# Концерт для фортепиано с оркестром № 2 (Гласс)
Концерт для фортепиано с оркестром № 2 «В честь Льюиса и Кларка» (англ. «After Lewis and Clark») — программное сочинение американского композитора Филипа Гласса, созданное в 2004 году к двухсотлетию экспедиции Льюиса и Кларка.
Впервые исполнен в 2004 году в городе Линкольн (столице штата Небраска, по которому проходила часть маршрута экспедиции) Симфоническим оркестром Омахи под управлением Виктора Ямпольского. Партию фортепиано исполнял Пол Барнс, партию индейской флейты — Карлос Накаи.
Первая студийная запись — 2006 год, Northwest Chamber Orchestra под управлением Ральфа Готони; оба солиста — те же, что на премьере. Издана в том же году во втором выпуске собрания концертов Гласса «The Concerto Project».

## Описание
Произведение имеет традиционную для концерта трёхчастную структуру с медленной средней частью и быстрыми крайними. Общее время звучания — около 35 минут.

#### I. Мечта (The Vision)
Первую часть композитор характеризовал как полную неудержимой энергии (англ. «musical steamroller»), выражающую порыв, решимость, устремлённость.
Постепенное нарастание напряжения приводит к кульминации — призывному соло трубы, после чего музыка успокаивается и плавно затихает.

#### II.Сакагавея(Sacagawea)
Вторая часть, названная именем участвовавшей в экспедиции девушки-индеанки, представляет собой мягкий диалог «европейского» фортепиано и индейской флейты в сопровождении струнных и малого барабана. Прочие духовые инструменты молчат.
Построена на двух темах: одна, лирическая, — музыкальный портрет Сакагавеи, чьё имя означает «Женщина-Птица»; другая, оживлённая, — танцевальная мелодия из музыкального фольклора шошонов, народа Сакагавеи.

#### III. Земля (The Land)
Третья часть написана в вариационной форме. Солист и оркестр взаимодействуют по принципу канона: в то время, как фортепиано играет следующую вариацию, остальные музыканты исполняют оркестровку предыдущей.
По замыслу автора, широкое музыкальное развитие изображает не только пространственные просторы американского Запада, но и временну́ю протяжённость:

Я хотел, чтобы заключительная часть выражала также течение времени: чем эта земля была прежде экспедиции — и чем стала после.
Оригинальный текст (англ.)I wanted this final movement to reflect also the expanse of time — what the land was before the expedition and what it became after.

Исполнив сурово-задумчивое вступление, оркестр умолкает, и фортепиано в одиночестве представляет тему; затем следуют шесть вариаций, после них — каденция, написанная Полом Барнсом на основе исходной темы части, и заключение.

## Инструменты
В концерте используется оркестр небольшого состава:
- Фортепиано соло.
- Индейская флейта (только во второй части), гобой, кларнет, фагот.
- Труба, 2 валторны (in F).
- Ударные (1 исполнитель): большой барабан, малый барабан, тарелки, бубен.
- Первые и вторые скрипки, альты, виолончели, контрабасы.